# Cola philipi-jonesii
Cola philipi-jonesii är en malvaväxtart som beskrevs av John Patrick Micklethwait Brenan och Keay. Cola philipi-jonesii ingår i släktet Cola och familjen malvaväxter. Inga underarter finns listade i Catalogue of Life.